# Dominique Pire
Dominique Pire, eigenlijk Georges Charles Clément Ghislain Pire (Dinant, 10 februari 1910 – Leuven, 30 januari 1969), was een Belgische dominicaanse pater en winnaar van de Nobelprijs voor de Vrede in 1958.
Pire trad in 1927 in bij de orde van de dominicanen. Daarna studeerde hij eerst theologie in Rome en vervolgens sociale wetenschappen en politicologie in Leuven. Zijn leven stond volledig in het teken van het streven naar begrip tussen alle volkeren in de wereld en het oplossen van de armoede. Vooral zijn inzet voor vluchtelingen tijdens en na de Tweede Wereldoorlog maakte hem beroemd nadat hij tijdens de oorlog als aalmoezenier van het verzet had gefungeerd. Hij streed een leven lang voor vrede en menselijke waardigheid. Pater Pire ligt aan de basis van de organisatie Vredeseilanden, die ook Europadorpen wordt genoemd.
Hij overleed in het UZ Leuven op 58-jarige leeftijd aan de gevolgen van verwikkelingen na een operatie.
In 2005 eindigde hij op de 54e plaats in de Vlaamse versie van de verkiezing van De Grootste Belg. In de Waalse versie eindigde hij op de 70e plaats.

## Vernoeming
In Nederland zijn in Diemen, Goirle (beide Pater Pirestraat), Rotterdam (Pater Pirehof) en Groningen (George Pirestraat) straatnamen vernoemd naar pater Pire. In België zijn een straat in Antwerpen en een in Roeselare (beide Pater Pirestraat) naar hem vernoemd. Op 11 november 2018 werd in zijn geboortestad Dinant de naam van een Steenweg gewijzigd naar Avenue Père Pire.
In Brussel is een middelbare school, het Institut Dominique Pire, naar hem vernoemd.
In Aartselaar, Blankenberge, Meise en Oostende is er Pater Pirelaan.

## Archief
In 2016 is ongeveer 40 meter archief van Pire overgebracht naar het Rijksarchief te Namen. Dit zal daar worden geïnventariseerd.